# Sébaco
Sébaco est une ville du Nicaragua dans le département de Matagalpa.
Son nom vient du Nahuatl Cihuatl Coatl, femme serpent, déesse de la fertilité et de l'agriculture (cihuatl : femme, coatl : serpent).
La ville est jumelée depuis 1987 avec Vaulx-en-Velin (France). En 2015, la municipalité de Vaulx-en-Velin décide de mettre fin à ce pacte d'amitié.

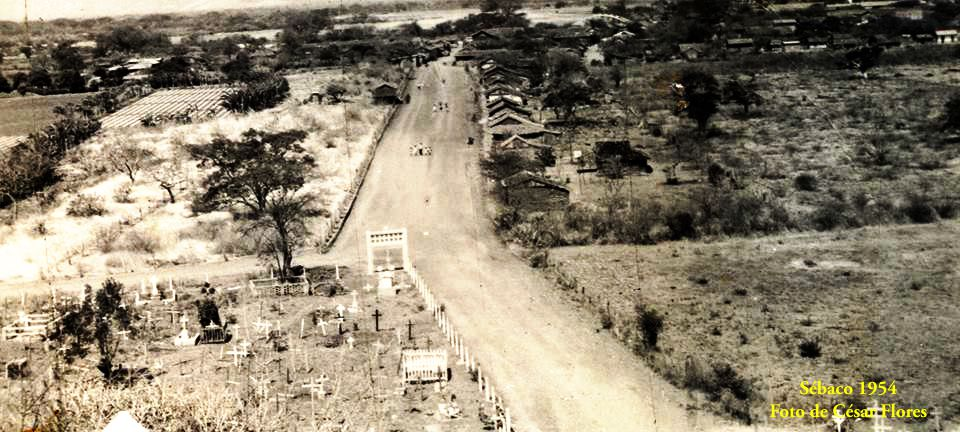
Sébaco en 1954